# Сезерје
Сезерје (фр. Ceyzérieu) је насељено место у Француској у региону Рона-Алпи, у департману Ен (Рона-Алпи).
По подацима из 2011. године у општини је живело 954 становника, а густина насељености је износила 48,38 становника/km².

## Демографија
| 1962. | 1968. | 1975. | 1982. | 1990. | 2011. |
| ----- | ----- | ----- | ----- | ----- | ----- |
| 655   | 649   | 648   | 727   | 766   | 954   |